# Pinus lawsonii
Pinus lawsonii ist ein immergrüner Nadelbaum aus der Gattung der Kiefern (Pinus) mit meist 12 bis 20 Zentimeter langen, mit Wachs überzogenen Nadeln und 5 bis 8 Zentimeter langen Samenzapfen. Das natürliche Verbreitungsgebiet liegt im südlichen Teil von Mexiko. Die Art ist nicht gefährdet. Das Holz wird wirtschaftlich genutzt, die Art wird nicht als Zierpflanze verwendet.

## Beschreibung

### Erscheinungsbild
Pinus lawsonii wächst als immergrüner, 25 bis 30 Meter hoher Baum. Der einzelne Stamm ist meist gerade oder manchmal gewunden und erreicht einen Brusthöhendurchmesser von bis zu 80 Zentimeter. Die Stammborke ist dick, rau und schuppig mit langen, tiefen, vertikalen Rissen. Die äußere Borke ist dunkel schwarzbraun, die Risse sind etwas heller. Die Äste stehen waagrecht im oberen Teil der Krone aufsteigend und bilden eine breit kuppelförmige, unregelmäßige, offene Krone. Junge Triebe sind glatt, unbehaart, orangebraun und häufig blau überlaufen.

### Knospen und Nadeln
Die vegetativen Knospen sind nicht harzig und verkehrt-eiförmig-länglich bis zylindrisch. Endständige Knospen sind 10 bis 15 Millimeter lang, seitständige etwas kürzer. Die als Knospenschuppen ausgebildeten Niederblätter sind matt braun, pfriemförmig-lanzettlich, etwa 10 Millimeter lang, trockenhäutig, mit unregelmäßig gezacktem und bewimpertem Rand. Die Nadeln wachsen zu dritt bis zu fünft, selten zu zweit in einer anfangs bis zu 25 Millimeter langen sich später auf 10 bis 15 Millimeter verkürzenden Nadelscheide. Sie sind glauk-grün, steif, gerade oder beinahe gerade, 12 bis 20 selten bis 25 Zentimeter lang und 1,0 bis 1,2 selten bis 1,5 Millimeter dick, mehr oder weniger mit Wachs überzogen und bleiben zwei bis drei Jahre am Baum. Der Nadelrand ist fein gesägt, das Ende spitz und stechend. Auf allen Nadelseiten gibt es schmale Spaltöffnungslinien, auf der konvexen äußeren Fläche sind es ab sechs meist neun bis zwölf, auf den beiden inneren Flächen vier bis fünf. Es werden selten ab ein meist drei bis sechs Harzkanäle gebildet.

### Zapfen und Samen
Die Pollenzapfen sind eiförmig-länglich bis zylindrisch, 1 bis 2 Zentimeter lang bei Durchmessern von 5 bis 6 Millimetern, anfangs gelblich grün und später hellbraun. Die Samenzapfen wachsen nahe den Enden von Zweigen, einzeln oder gegenüberliegend auf kurzen, kräftigen, gebogenen Stielen, welche mit dem Zapfen abfallen. Ausgereifte Zapfen sind geschlossen schmal eiförmig bis eiförmig- und spitz zulaufend, geöffnet mehr oder weniger asymmetrisch eiförmig, 5 bis 8, selten bis 9 Zentimeter lang bei Durchmessern von 4 bis 6 selten 7 Zentimetern. Die 150 bis 250 oder mehr Samenschuppen sind mehr oder weniger rechteckig, dick holzig, anfangs grün, ausgereift gelblich braun und im geöffneten Zustand zurückgebogen. Die Apophyse ist leicht erhöht, quer gekielt, im Umriss rhombisch mit wellig-gekerbtem oberen Rand, radial gestreift und hell- bis graubraun. Der Umbo ist pyramidenförmig und hat keinen klar ausgebildeten Stachel. Die Samen sind verkehrt-eiförmig, etwas abgeflacht, 4 bis 5 Millimeter lang und dunkelbraun. Der Samenflügel ist 12 bis 16 Millimeter lang, 5 bis 6 Millimeter breit, durchscheinend, hellbraun mit einer dunklen Tönung.

## Verbreitung, Ökologie und Gefährdung

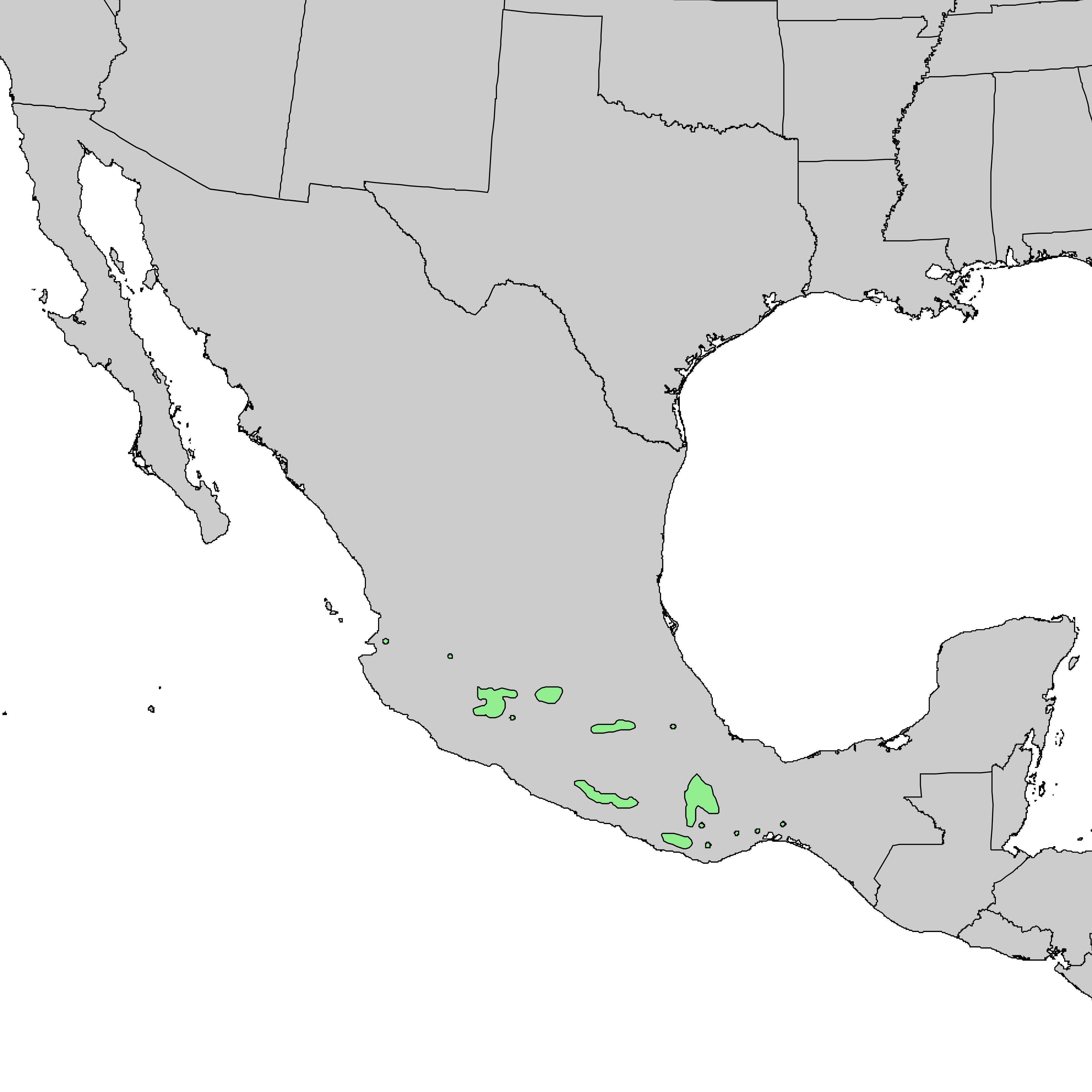
Natürliches Verbreitungsgebiet

Das natürliche Verbreitungsgebiet von Pinus lawsonii liegt in Mexiko in den Bundesstaaten Michoacán, México, Morelos, Distrito Federal, Guerrero, Oaxaca und einem Vorkommen in Veracruz.
Die Art wächst im warmgemäßigten bis gemäßigten Klima in montanen Wäldern und im Waldland in Höhen von 1300 bis 2600 Metern. Das Verbreitungsgebiet wird der Winterhärtezone 9 zugerechnet mit mittleren jährlichen Minimaltemperaturen zwischen −6,6° und −1,2° Celsius (20 bis 30° Fahrenheit). Die jährliche Niederschlagsmenge reicht von 600 bis 1500 Millimeter und die trockene Jahreszeit liegt zwischen November und Mai. Die Wälder sind meist Mischwälder aus Kiefern und Eichen, in denen man die Art beispielsweise zusammen mit Pinus pringlei, Pinus patula, der Montezuma-Kiefer (Pinus montezumae), Pinus oocarpa, Pinus leiophylla, Pinus herrerae, Pinus teocote und Pinus pseudostrobus findet. In Gebieten mit flachem, sandigem Untergrund können auch Vertreter der Wacholder (Juniperus) dominieren.
In der Roten Liste der IUCN wird Pinus lawsonii als nicht gefährdet („Lower Risk/least concern“) eingestuft. Es wird jedoch darauf hingewiesen, dass eine Neubeurteilung notwendig ist.

## Systematik und Forschungsgeschichte
Pinus lawsonii ist eine Art aus der Gattung der Kiefern (Pinus), in der sie der Untergattung Pinus, Sektion Trifoliae und Untersektion Australes zugeordnet ist. Sie wurde 1862 von George Gordon in Pinetum erstmals wissenschaftlich gültig beschrieben, seine Beschreibung basierte auf die vorhergehende Beschreibung von Benedict Roezl. Der Gattungsname Pinus wurde schon von den Römern für mehrere Kiefernarten verwendet. Das Artepitheton lawsonii ehrt den englischen Gärtner Charles Lawson (1794–1873), der die Gelb-Kiefer (Pinus ponderosa) erstmals gültig beschrieb. Ein Synonym der Art ist Pinus altamiranoi Shaw.
Pinus lawsonii ähnelt mehreren anderen Arten, mit denen sie zusammen vorkommt, besonders Pinus herrerae und Pinus pringlei, jedoch hat keine der beiden Arten so deutlich mit Wachs überzogene Nadeln. Pinus herrerae hat außerdem dünnere, biegsamere Nadeln und die Zapfen von Pinus pringlei bleiben mehrere Jahre am Baum.

## Verwendung
Das Holz von Pinus lawsonii wird zusammen mit dem in der gleichen Umgebung wachsenden und meist häufigeren Kiefern genutzt, obwohl die Bäume nur mittelgroß werden und die Stämme häufig verdreht sind. In manchen Gebieten wird auch das Harz gewonnen. Als Zierpflanze wächst die Art nur unter sehr milden Bedingungen, es ist jedoch keine derartige Verwendung bekannt.